# 施岑宜
施岑宜，出生於台北市，現居住於新北市瑞芳區水湳洞。國立台灣藝術大學藝術管理與文化政策博士畢。曾任新北市立黃金博物館館長，「新村芳書院」藝文空間創辦人。

## 經歷
2002年時進入籌備中的新北市十三行博物館擔任職員，順應當時政府單位為減緩人口移出及邊陲化造成的城鄉差距衝擊，以「水岸、社區、博物館」為口號，建立一個以地方文化館為核心的地方發展藍圖，以當地產業及和生活脈絡為底執行當地社區整合計畫，成功的帶動社區認同感。
2004年移居至瑞芳後，轉至成立不久的黃金博物館任職，並於2008年至2009年間擔任該館館長。期間原希望透過本身所學，以博物館為基地推動瑞芳的地方創生而改變當地環境，但發現自己博物館長的身分很難和當地居民打成一片，更加貼近他們的文化。因此自博物館離職後，繼續於當地成立山城美館藝術館、「不一鼓」音樂社團，推廣在地文化色彩。
2018年收購於瑞芳老街上的貨運行老倉庫，成立「新村芳書院」藝文空間。除讓人們能在書香環境中交流的藝文空間外，也開設「好事學田」作為民宿服務，以推動學習型旅行，作為旅人認識地方的窗口。並舉辦各種定期和不定期聚會，吸引當地居民及外來遊客參加。透過閱讀文本、閱讀人物與閱讀地方，試圖創造多元的關係，開啟不同區域、不同世代的對話，開啟人們能相互凝視、傾聽和學習的可能性。並於2021年獲得新北文化獎。

## 外部連結
- 新村芳書院 Facebook粉絲團